# César Filho
Luiz Gonzaga César Filho, más conocido como César Filho (Guaratinguetá, 17 de septiembre de 1960), es un periodista, presentador de televisión y exactor brasileño. Entre 2015 y 2023, presentó el programa Hoje em Dia, en Record. Actualmente, es el presentador del noticiero SBT Brasil. Como profesional de radio, además de Jovem Pan, fue locutor en las radios Bandeirantes, Record, Capital, Antena 1, América y 89 FM A Rádio Rock.

## Biografía
Nacido en el interior del estado de São Paulo, César Filho se cambió para la capital de dicho estado a los nueve años de edad, junto a su madre, Therezinha Sebbe César, y sus dos hermanos, Reinaldo César (fallecido en 2001) y Saulo de Tarso César. Su padre, Luiz Gonzaga César, era locutor de radio en la ciudad de Guaratinguetá.

## Carrera

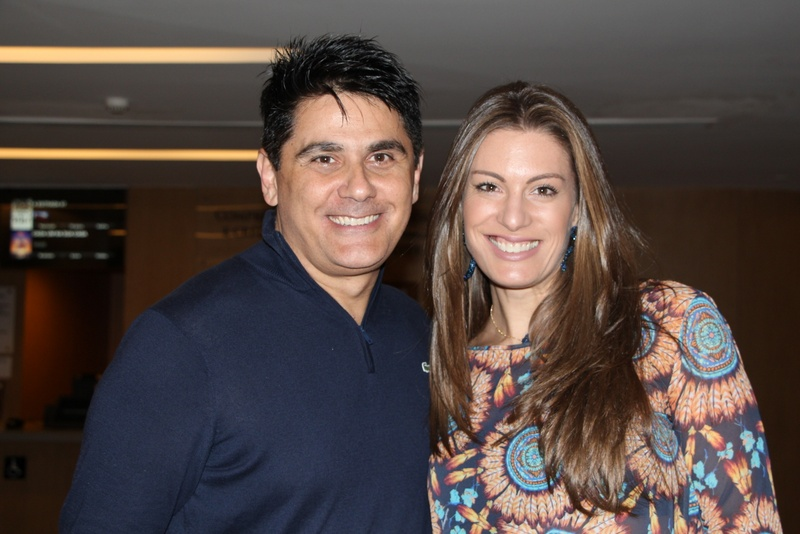
César y Elaine Mickely en 2015.

César empezó su carrera en el departamento deportivo de Record, chefiado por Silvio Luiz. A los 16 años, decide  seguir la profesión de su padre y hace una prueba en la radio Jovem Pan, en el cual es aprobado por Cândido Garcia para ser el nombre artístico en su equipo deportivo. Más tarde, llamado por Hélio Ansaldo, regresó a TV Record, de esta vez, para presentar el noticiero Record em Notícias. Condujo noticieros también en Rede Bandeirantes - O Repórte, junto a William Bonner y Ângela Rodrigues Alves, creado por Walter Clark, y en TV Cultura antes de ser contratado por TV Globo. En la emisora, pasa a presentar TV Mulher, junto a Amália Rocha. 
El programa aún contaba con las participaciones del costurero Ney Galvão, la consultora estética Ala Szerman, el psicanalista Eduardo Mascarenhas, en la segunda fase del programa que ya cuentara con nombres como la sexóloga Marta Suplicy, Clodovil Hernandes y Marília Gabriela. Presentó también los programas Fantástico y, también con grandes éxitos, el especial 20 Anos Trapalhões - Criança Esperança y el musical Globo de Ouro. Aún en Rede Globo, hizo su debut en la teledramaturgía, actuando en el papel de Túlio en la serie La Mamma, con Dercy Gonçalves y de la novela Sassaricando. Después de años en TV Globo, fue para la extinguida Rede Manchete, donde actuó en la novela Kananga do Japão, contracenando con Christiane Torloni. También en Rede Manchete, condujo el popular programa Almanaque, junto a Rosana Hermann y Tânia Rodrigues. Después de algún tiempo alejado de la actuación, estrena en SBT, en 1990, en la serie Alô, Doçura! junto a Virgínia Novick. En 1998, participa de la película Uma Aventura do Zico (Una Aventura de Zico). 
En 2005, después de doce años lejos de la televisión, César firmó con SBT y, el 26 de febrero de 2006, debuta presentando el programa Ver para Crer. En abril, asume SBT Repórter sustituyendo a Hermano Henning, donde queda por siete años. En 2007, pasó a presentar Aqui Agora junto a Analice Nicolau, visando mejorar la audiencia, sin embargo el periodístico haya sido cancelado meses después. En 2010 presentó Boletim de Ocorrências por un mes. En 2012, pasó a conducir SBT Manhã - 2ª Edição, una segunda versión del noticiero que era presentado en vivo. El 9 de julio de 2014, el noticiero es reeemplazado por Notícias da Manhã, además de comenzar a las 5h de la mañana. El 3 de noviembre, César firmó con Record, alegando que el horario de trabajo en la antigua emisora le estaba causando problemas de salud. Después de su salida, Notícias da Manhã acabó perdiendo mitad de su audiencia y fue cancelado luego después. Originalmente, César presentaría el reality show Power Couple Brasil, pero pidió para ser realocado en un programa que no fuera sazonal. El 12 de enero de 2015, César asume la presentación del programa Hoje em Dia con la reestruturación de la atracción, bajo la propuesta de inserir más periodismo en el programa.
El 22 de noviembre de 2023, César Filho dejó Hoje em Dia y cerró su contrato con Record después de nueve años. El 2 de enero de 2024, César regresó a SBT para conducir el noticiero SBT Brasil, sustituyendo a Marcelo Torres y Márcia Dantas. 

## Vida personal
En 1989, César empezó a salir con la presentadora Angélica, que tenía 15 años en la época, mientras él tenía 28. La relación sólo fue revelada al público en 1991, cuando ella cumplió 18 años, evitando el sensacionalismo de la prensa. La conductora reveló que había perdido la virgindad con César cuando cumplió la mayoridad. En 1996, ambos se quedaron novios, marcando el matrimonio para diciembre de aquél año. En 1996, sin embargo, la relación llegó al fin después de siete años. En 1999, César comenzó a salir con la actriz Elaine Mickely, con quien se casó el 4 de febrero de 2000. El 1 de agosto de 2000, nació su primera hija, Luma. El 7 de diciembre de 2003, nació su segundo hijo, Luigi.

## Trabajos

### Televisión
| Año           | Título                              | Función / Personaje | Nota                       | Emisora       |
| ------------- | ----------------------------------- | ------------------- | -------------------------- | ------------- |
| 1981          | Record em Notícias                  | Reportero           |                            | Record        |
| 1982–83       | O Repórter (El Reportero)           | Reportero           |                            | TV Cultura    |
| 1983          | Jornal da Cultura                   | Presentador         |                            | TV Cultura    |
| 1984–86       | TV Mulher                           | Presentador         |                            | TV Globo      |
| 1985–89       | Fantástico                          | Presentador         |                            | TV Globo      |
| 1986          | Hipertensão (Hipertensión)          | Túlio               |                            | TV Globo      |
| 1987–89       | Globo de Ouro                       | Presentador         |                            | TV Globo      |
| 1987          | Sassaricando                        | Ciro Antônio        | Episódio: "9 de noviembre" | TV Globo      |
| 1988          | Caso Especial                       | Marcos              | Episódio: "Garota da Capa" | TV Globo      |
| 1989          | Kananga do Japão (Cananga de Japón) | Afonso Carvalho     |                            | Rede Manchete |
| 1990          | Alô, Doçura! (Hola Dulzura)         | Vários personagens  |                            | SBT           |
| 1990          | La Mamma                            | Manfredo Antônio    |                            | TV Globo      |
| 1992–93       | Almanaque                           | Presentador         |                            | Rede Manchete |
| 2006–07       | Ver para Crer                       | Presentador         |                            | SBT           |
| 2006–13       | SBT Repórter                        | Presentador         |                            | SBT           |
| 2008          | Aqui Agora                          | Presentador         |                            | SBT           |
| 2010          | Boletim de Ocorrências              | Presentador         |                            | SBT           |
| 2012–14       | SBT Manhã                           | Presentador         |                            | SBT           |
| 2014          | Noticias da Manhã                   | Presentador         |                            | SBT           |
| 2015–23       | Hoje em Dia                         | Presentador         |                            | Record        |
| 2019–23       | Aeroporto: Área Restrita            | Presentador         |                            | Record        |
| 2024–presente | SBT Brasil                          | Presentador         |                            | SBT           |

### Cine
| Año  | Título                                      | Personaje |
| ---- | ------------------------------------------- | --------- |
| 1998 | Uma Aventura do Zico (Una Aventura de Zico) | Gabriel   |

### Radio
| Ano     | Título                                       | Función      | Emisora            |
| ------- | -------------------------------------------- | ------------ | ------------------ |
| 1981–82 | Pan Esportes                                 | Apresentador | Jovem Pan          |
| 1992–95 | Jornal Capital                               | Apresentador | Rádio Capital      |
| 1995–96 | News                                         | Apresentador | Rádio América      |
| 1996–98 | As Melhores                                  | Apresentador | Antena 1           |
| 1998–01 | Jornal da Manhã                              | Apresentador | Rádio Record       |
| 2001    | Pool                                         | Apresentador | 89 FM A Rádio Rock |
| 2002–05 | César Filho Apresenta (César Filho Presenta) | Apresentador | Rádio Bandeirantes |

## Premios y nominaciones
| Año  | Premiación | Categoría                             | Resultado | Ref.   |
| 2014 | Prêmio F5  | Mejor Presentador (noticias/deportes) | Nominado  | [ 25 ] |